# Dmitri Igorewitsch Djakonow
Dmitri Igorewitsch Djakonow, meist in englischer Schreibweise Diakonov zitiert, (russisch Дмитрий Игоревич Дьяконов; * 30. März 1949 in Leningrad; † 26. Dezember 2012) war ein russischer Physiker.

## Leben
Djakonow studierte an der Staatlichen Universität Leningrad und schloss diese 1972 mit einem Diplom (mit Auszeichnung) ab. 1976 wurde er am Institut für Kernphysik (PNPI) in Gattschina bei Leningrad mit Quanteneffekte bei spontanem Symmetriebruch in Eichtheorien promoviert und habilitierte sich (russischer Doktortitel) dort 1986 mit Zur Theorie des Instanton-Vakuums und niedrig liegender hadronischer Zustände in der QCD. Er wurde leitender Wissenschaftler und schließlich Direktor des Instituts für Kernphysik und lehrte außerdem 1993 bis 1996 als Professor an der Staatlichen Polytechnischen Universität in Sankt Petersburg. 1997 bis 2005 war er an der Nordita in Kopenhagen und 2004 Gastprofessor an der Pennsylvania State University und leitender Wissenschaftler an der Thomas Jefferson National Accelerator Facility. Ab 2005 war er wieder am Institut für Kernphysik in Sankt Petersburg als stellvertretender Leiter der Theorie-Abteilung und Leiter der Abteilung theoretische Elementarteilchenphysik. Das Institut ist Teil des Kurtschatow-Instituts. Außerdem lehrte er zuletzt in Teilzeit als Professor an der Akademischen Universität in Sankt Petersburg (russisch Санкт-Петербургский Академический университет), einer Universität der Russischen Akademie der Wissenschaften.
Er befasste sich bei seiner Forschung mit der Teilchenphysik, vor allem im Bereich der Quantenchromodynamik (QCD, die heute verwendete Theorie für die Starke Wechselwirkung), wo er über die Instanton-Struktur des QCD Vakuums und Mechanismen des Quark-Confinement forschte. Weiter befasste er sich mit Baryonasymmetrie im Universum, Großen Vereinheitlichten Theorien und Quantengravitation, Bose-Einstein-Kondensaten ultrakalter Atome in optischen Gittern.
Im Jahre 1997 sagte Djakonow die Existenz von Pentaquarks zusammen mit V. Petrov und M. Polyakov voraus. Die erste experimentelle Beobachtung des Θ+ wurde im Juli 2003 von Takashi Nakano an der Universität Osaka, Japan gemeldet und von Ken Hicks an der Thomas Jefferson National Accelerator Facility, Virginia, USA, bestätigt. Andere Gruppen konnten diese Daten nicht reproduzieren, sodass die Existenz von Pentaquarks lange umstritten war bis zur Entdeckung am LHCb 2015.
1995 leitete er am Comer See die Enrico Fermi Sommerschule und 2008 bis 2010 war er Mercator-Gastprofessor an der Ruhr-Universität Bochum.
1997 bis 2005 war er Herausgeber der Physica Scripta.
Er war Mitglied der Academia Europaea (2011), der New York Academy of Sciences und Mitglied der American Physical Society (2004).